# Gabriel Rojas
Gabriel Hernán Rojas (ur. 22 czerwca 1997 w Almirante Brown) – argentyński piłkarz występujący na pozycji lewego obrońcy, od 2023 roku zawodnik Racing Clubu.